# Ki nevet a végén? (film, 2009)
A Ki nevet a végén? (eredeti cím Funny People) 2009-ben bemutatott amerikai vígjáték-dráma, melynek forgatókönyvírója, rendezője és producere Judd Apatow. A főszerepekben Adam Sandler, Seth Rogen, Leslie Mann, Eric Bana, Jason Schwartzman, Jonah Hill és Aubrey Plaza látható. 
Észak-Amerikában 2009. július 31-én, az Egyesült Királyságban augusztus 28-án mutatták be. Magyarországon kizárólag DVD-n jelent meg szinkronizálva.
Általánosságban pozitív értékeléseket kapott a kritikusoktól, akik dicsérték Sandler és Rogen alakítását, a forgatókönyvet, valamint a rendezést. Anyagilag kevésbé volt sikeres a film, 75 milliós költségvetésével szemben csupán 71 millió dolláros bevételt ért el.

## Cselekmény
George Simmons (Sandler), Los Angeles egyik legnépszerűbb és legmenőbb komikusa. Hamarosan egy személyes tragédiát tud meg, hogy ő halálosan beteg, és az orvosok szerint nincs sok éve hátra. Nemsoká egy feltörekvő komikussal (Rogen) megismerkedik, és George egy olyan helyre viszi el őt, ahol régebben segítettek neki elindulni szakmájában, így Ira személyi asszisztens és segítő lesz a műsoraiban. George régi exbarátnője is felbukkan (Mann), aki már régebben egyszer elhagyta őt, majd döntés elé kényszerül, és választania kell hogy mi az igazán fontos neki az életében...

## Szereplők
| Szerep                         | Színész           | Magyar hang     |
| ------------------------------ | ----------------- | --------------- |
| George Simmons                 | Adam Sandler      | Csőre Gábor     |
| Ira Wright                     | Seth Rogen        | Varga Gábor     |
| Laura                          | Leslie Mann       | Kökényessy Ági  |
| Clarke                         | Eric Bana         | Czvetkó Sándor  |
| Mark Taylor Jackson            | Jason Schwartzman | Kárpáti Levente |
| Leo Koenig                     | Jonah Hill        | Szvetlov Balázs |
| Daisy Danby                    | Aubrey Plaza      | Sánta Annamária |
| Randy Springs                  | Aziz Ansari       | Pálmai Szabolcs |
| Chuck                          | RZA               | Dolmány Attila  |
| Dr. Stevens                    | Allan Wasserman   | Szokolay Ottó   |
| önmaga                         | James Taylor      | Rosta Sándor    |
| Bo, a Hé tancsi...! szereplője | Bo Burnham        | Markovics Tamás |